# Ярославльтелесеть
ОАО «Ярославльтелесеть» — телекомпания города Ярославля. Дата основания — 15 июня 1998 года. Основатель — Виктор Волончунас. Была задумана как развитие кабельных сетей в Ярославле.

## История

### Кабельное телевидение
МУП «Ярославльтелесеть» было образовано постановлением мэра г. Ярославля № 820 от 14.05.1998 г.
В октябре 1998 года большинство ярославских жителей получило возможность смотреть 4 канала — ОРТ, РТР, НТВ и Городской телеканал, а к 2002 году любой ярославец получил возможность смотреть 10 каналов.
14 ноября 2012 года в компании назначен новый генеральный директор. Им является Алексей Нерадовский, профессиональный скупщик медиа-активов из Москвы. Он работал в таких системах, как Телеком, АФК Система, Волжская медиакомпания. Последняя занималась тем, что скупала телеканалы и радиостанции, не представляющие интереса для рекламодателей. Их приобретение предполагало, что стоимость компаний в будущем начнёт расти. Мэрия Ярославля поставила перед Нерадовским задачу — подготовить предприятие к продаже.
На пресс-конференции, прошедшей 21 ноября 2012 года, он заявил, что компания планирует улучшить качество телесигнала, переработать пакеты телеканалов (так например, увеличится количество каналов в минимальном пакете), будет запущена круглосуточная техподдержка, модифицирован сайт компании, запущено онлайн-вещание «ЯТС» и «ЯрТВ»
Октябрь 2013 года — Принято решение о создании экспертно-аудиторского совета при «Ярославльтелесети», состоящее из бывших директоров.
7 октября с должности генерального директора снят Алексей Нерадовский и на два месяца назначен Андрей Филичев.
Состоялось заседание совета директоров ОАО «Ярославльтелесеть». Председателем совета назначен депутат муниципалитета Ярославля Игорь Блохин.
Декабрь 2013 года — ОАО «Ярославльтелесеть» выставлена на продажу. Начальная цена — 398 миллионов рублей. 30 декабря того же года подведены результаты аукциона, который признан несостоявшимся, поскольку не было подано ни одной заявки.
12 февраля 2014 года — Проведён второй аукцион по продаже акций ОАО «Ярославльтелесеть». Аукцион признан несостоявшимся, поскольку в очередной раз не было подано ни одной заявки.
20 февраля 2015 года — Компания была успешно продана на аукционе за 305 миллионов рублей. Новым владельцем стала компания «ЭР-Телеком» (бренд Дом.RU). Позже единоличным решением «Дом.RU» было объявлено о сотрудничестве с ОАО «Ярославльтелесеть». ФАС признал сделку незаконной.
В 2017 году компании «Ярославльтелесеть» и «ЭР-Телеком» завершили объединение. Результатом этого стала модернизация сетей «ЯТС», увеличение количества телеканалов, появление услуг интернета и телефонии, повышение цен.

### Студия телевидения

#### ЯТС
Студия кабельного телевидения ОАО «Ярославльтелесеть» появилась в июле 1999 года. Лицензия на вещание выдана в декабре того же года. Первые программы — «В нашем городе», «Наш собеседник», «События недели».
В мае 2001 года сетевым партнёром стал телеканал «Прометей АСТ».
В августе 2001 года веден в эксплуатацию производственный комплекс студии телевидения на Московском проспекте, 155.
С сентября 2002 до декабря 2011 программы «Ярославльтелесети» выходили на канале ДТВ (позже — Перец).
В мае 2009 года в эксплуатацию введена новая студия телевидения, расположенная по адресу ул. Нефтяников, дом 3, корп. 2.
С 1 декабря 2011 по 31 декабря 2015 года программы выходили на канале Домашний. Канал прекратил свое существование.

#### ЯрТВ
В 2008 году на канале ТНТ появился второй канал телекомпании — «ЯрТВ», программы которого выходили в эфир до 31 декабря 2014 года.

#### ВТС / ЯТС-Инфо
В сентябре 2010 года «Ярославльтелесеть» создала информационный кабельный телеканал ВТС. В эфире транслировалась «Телегазета», информация для абонентов, авторские программы, а вечером ретранслировался определённый канал из платных пакетов.
1 апреля 2014 года телеканал сменил название на ЯТС-Инфо. 13 октября 2015 года телеканал прекратил вещание.

## Руководство

### Генеральные директора
- Яблочкин Анатолий Юрьевич (1998 — август 2012 года)
- Ганненко Фёдор Анатольевич (август — ноябрь 2012 года)
- Нерадовский Алексей Альбертович (с 13 ноября 2012 года по 24 января 2013 года)[16]
- Яблочкин Анатолий Юрьевич (с 25 по 30 января 2013 года)[17]
- Нерадовский Алексей Альбертович (с 1 февраля 2013 года по 16 октября 2013 года)[18]
- Филичев Андрей Валентинович (с 16 октября 2013 года по ???)

## Каналы

### Архивные программы
- Телегазета
- Профессия — человек
- Ярославский калейдоскоп
- Песни нашего города
- Наш город
- Безопасность и риск
- Доброе сердце
- Тайм аут
- 7 дней
- По секрету Вам
- Ярославская марка

- Дыхание города. Перезагрузка.
- Стрелка
- Антология нравов
- Займись собой
- Юность
- Ты лучше всех (также выходила на ВТС)
- Мама знает (также выходила на ВТС)
- Спасибо, Следующий
- Кинооборот
- Артем за рулём
- Двенадцатый игрок

- Телегазета
- Карьерный лифт
- Семь дней (ранее выходила на ЯТС)
- Ты лучше всех
- За рулём
- Мама знает
- Уники — программа, посвящённая любительским мини-фильмам.
- Вслед за песней